# Marc Corbiau
Marc Corbiau (Bouillon, 31 mei 1943) is een Belgisch architect.
Marc Corbiau sluit aan bij een traditie van burgerlijke architectuur waarbij wooncomfort, luxe en verzorgde detaillering richtinggevend zijn. Zijn oeuvre bestaat hoofdzakelijk uit grote privé-woningen en landhuizen waarbij klassieke en moderne elementen worden gecombineerd.
Corbiau behaalde zijn diploma architectuur in 1966 aan Sint-Lucas Brussel. Hij bouwde grote villa's en flatgebouwen in België, Frankrijk, Israël en Griekenland. Hij werkte samen met bekende interieurarchitecten zoals Claire Bataille en Paul ibens en tuinarchitecten als Jacques Wirtz. Hij verbouwde een woning van Jacques Dupuis (Ukkel, 1956) tot eigen woning met bureau (1988 en 1995).